# Řád za odvahu
Řád za odvahu (ukrajinsky Орден «За мужність») je ukrajinské státní vyznamenání založené roku 1996. Udílen je za osobní statečnost a hrdinství při záchraně lidského života či majetku s nasazením vlastního života.

## Historie a pravidla udílení

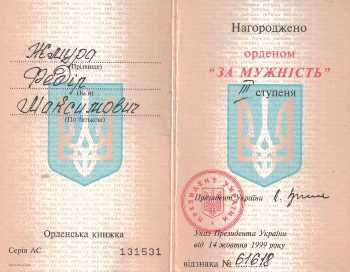
Osvědčení o udělení Řádu za odvahu III. třídy

Dekretem prezidenta Ukrajiny Leonida Kučmy č. 340/95 ze dne 29. dubna 1995 byly vytvořeny insignie prezidenta Ukrajiny „Za odvahu“ (hvězda a kříž). V daném dekretu byl uveden status vyznamenání i popis insignií. Dekretem prezidenta Ukrajiny č. 720/96 ze dne 21. srpna 1996 byly zavedeny insignie prezidenta Ukrajiny „Řád Za odvahu“ I. až III. třídy. Udílení těchto insignií bylo ukončeno dne 16. března 2000 s přijetím zákona O státních vyznamenáních Ukrajiny. Ten prezidentu Ukrajiny doporučil, aby svá rozhodnutí o udílení ocenění uvedl do souladu s přijatým zákonem. Tento zákon také zavedl státní vyznamenání Řád za odvahu.
Osoby oceněné insigniemi prezidenta Ukrajiny hvězda „Za odvahu“ a kříž „Za odvahu“ jsou postaveny na roveň oceněným Řádem za odvahu přičemž si dříve ocenění zachovávají právo nosit insignie, které jim byly uděleny.
Dekretem prezidenta Ukrajiny Leonida Kučmy č. 1329/99 ze dne 14. října 1999 při příležitosti 55. výročí osvobození Ukrajiny od fašistických útočníků, bylo rozhodnuto (v souladu s platným statutem řádu z roku 1995) o udělení insignií prezidenta Ukrajiny „Řád Za odvahu“ za odvahu a odhodlání projevené v boji proti fašismu během Velké vlastenecké války v letech 1941 až 1945, veteránům této války, a to poddůstojníkům a řadovým vojákům, kteří:
- se zapojili do akcí proti nepříteli během druhé světové války

Navíc podle dekretu Leonida Kučmy č. 1314/2003 ze dne 18. listopadu 2003 byl tento řádu udělen i v případě:
- partyzánů a příslušníků odboje, kteří se zapojili do bojových akcí proti nepříteli

Dekretem prezidenta Ukrajiny Viktora Juščenka č. 161/2006 ze dne 28. února 2006 bylo udělení řádu rozšířeno o:
- účastníky akcí z roku 1945 proti Japonskému císařství

Od roku 2000 je řád udílen občanům Ukrajiny, cizím státním příslušníkům i osobám bez státní příslušnosti za osobní statečnost a hrdinství při záchraně lidského života či majetku s nasazením vlastního života.

## Insignie

### Řád I. třídy
Řádový odznak I. třídy je vyroben z pozlaceného stříbra a má tvar rovnostranného kříže s rameny pokrytými bílým smaltem. Ramena jsou zlatě lemována. Kříž je položen na vavřínovém věnci. Mezi věncem a křížem jsou dva zkřížené meče s čepelemi směřujícími dolů. Uprostřed kříže je modře smaltovaný kulatý medailon s vyobrazením státního znaku Ukrajiny. Ke stuze je připojen pomocí jednoduchého kroužku. Odznak se nosí na stuze kolem krku. Zadní strana je hladká s vyrytým sériovým číslem. Velikost odznaku je 54 mm.
Řádová hvězda je vyrobena ze stříbra a má tvar osmicípé hvězdy složené z různě dlouhých paprsků. Uprostřed hvězdy je kulatý medailon pokrytý tmavě karmínovým smaltem s vyobrazením státního znaku Ukrajiny. Medailon je lemován ve spodní části dvěma vavřínovými ratolestmi a nápisem v cyrilici За мужество v horní části. Velikost hvězdy je 63 mm.
Stuha z hedvábného moaré modré barvy je široká 28 mm. Po obou stranách ve vzdálenosti 2 mm od okraje jsou dva bílé pruhy široké 3 mm.

### Řád II. třídy
Řádový odznak II. třídy je vyroben ze stříbra. Má tvar bíle smaltovaného kříže. Uprostřed něj je velký kulatý medailon pokrytý tmavě karmínovým smaltem s vyobrazením státního znaku Ukrajiny. Medailon je lemován ve spodní části dvěma vavřínovými ratolestmi a nápisem v cyrilici За мужество v horní části. Kříž s medailonem je položen na rýhované trojúhelníčky. Mezi rameny kříže jsou dva zkřížené meče směřující čepelemi dolů. Zadní strana je hladká s vyrytým sériovým číslem. Velikost odznaku je 41 mm. S hedvábnou moaré stuhou je odznak spojen jednoduchým kroužkem.
Stuha je široká 28 mm. Skládá se z prostředního žlutého pruhu širokého 7 mm, na který z obou stran navazují proužky karmínové barvy široké 1 mm a bílé proužky široké 1,5 mm. Následují modré pruhy široké 7 mm lemované žlutými proužky širokými 1 mm.

### Řád III. třídy
Řádový odznak III. třídy se svým vzhledem shoduje s odznakem II. třídy, je však vyroben z jiného kovu.
Stuha z hedvábného moaré je stejná jako v případě řádu II. třídy.